# Sonata fortepianowa nr 29 Beethovena

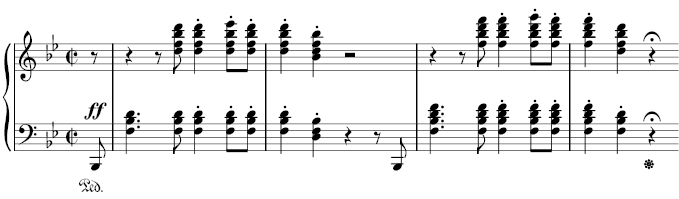
Pierwsze takty sonaty Hammerklavier

Sonata fortepianowa nr 29 B-dur op. 106, znana jako "Große Sonate für das Hammerklavier" lub krótko: "Hammerklavier" – Sonata fortepianowa Ludwiga van Beethovena. Została napisana w latach 1817-1818 i zadedykowana przyjacielowi, mecenasowi i uczniowi kompozytora, arcyksięciu Rudolfowi Johannowi Habsburgowi. 
Jest jednym ze sztandarowych utworów ostatniego okresu twórczości Beethovena i zarazem jedną z najwspanialszych sonat w historii muzyki. Uważana jest też, obok Wariacji na temat Diabellego, za najtrudniejszy utwór pianistyczny Beethovena oraz jedno z najbardziej wymagających pod względem techniki i interpretacji dzieł w całej literaturze fortepianowej. Francuski kompozytor romantyczny Hector Berlioz w 1836 r. nazwał sonatę Hammerklavier "zagadką Sfinksa dla każdego pianisty".

## Okoliczności powstania
Sonata powstawała głównie od lata 1817 r. do późnej jesieni 1818 r., w okresie poważnego spowolnienia pracy twórczej Beethovena. Posiada wiele cech, które obecne będą także w późniejszych dziełach kompozytora: zredefiniowanie tradycyjnych form, takich jak forma sonatowa, szorstki humor oraz powrót do przedklasycznych tradycji kompozytorskich, takich jak harmonia modalna czy fuga.
Hammerklavier ustanowiła też precendens pod względem długości kompozycji solowej (trwa około 37 minut); mimo że dzieła orkiestrowe typu symfonii czy koncertu nierzadko zawierały części 15-, a nawet 20-minutowe, w literaturze solowej podobny rozmach był niespotykany przed Hammerklavier-owym Adagio sostenuto.
Tytuł sonaty jest wynikiem trwającej przez kilka lat inklinacji Beethovena do stosowania w terminologii muzycznej języka niemieckiego w miejsce włoskiego (Hammerklavier oznacza dosłownie "młoteczkowy instrument klawiszowy", gdy włoskie określenie fortepianu, pianoforte, znaczy "cichogłośno"). Pochodzi z tytułowej strony dzieła, określonego jako Große Sonate für das Hammerklavier, tj. "Wielka sonata na fortepian". 
Bardziej stateczna Sonata nr 28 A-dur op. 101 nosi to samo miano, jednak epitet przylgnął wyłącznie do Sonaty nr 29.

## Części utworu
1. Allegro (10-11 min)
2. Scherzo: Assai vivace (2-3 min)
3. Adagio sostenuto (ok. 20 min)
4. Introduzione. Largo – Fuga. Allegro risoluto (11-12 min)